# Hester Pitt, Condessa de Chatham
Hester Pitt, Condessa de Chatham (nascida Grenville; Wotton House, 8 de novembro de 1720 – Burton Pynsent, 3 de abril de 1803) foi uma nobre inglesa. Ela foi suo jure baronesa Chatham, e mais tarde, condessa de Chatham como esposa de William Pitt, 1.º Conde de Chatham, primeiro ministro da Grã-Bretanha de 1766 a 1768. Além de esposa de um primeiro ministro, foi irmã e mãe de outros dois, respectivamente, George Grenville e William Pitt, o Novo. Era também avó materna de Hester Stanhope, uma famosa viajante de sua época.

## Família
Hester foi a única filha, sexta e última criança nascida de Richard Grenville, membro do Parlamento, e de Hester Grenville, 1.ª Condessa Temple.
Os seus avós paternos eram Sir Richard Grenville de Wotton, em Buckinghamshire, e Eleanor Temple. Os seus avós maternos eram Sir Richard Temple, 3.º Baronete Temple de Stowe e Mary Knapp.
Ela teve cinco irmãos mais velhos: Richard Grenville-Temple, 2.º Conde Temple, Lorde do Selo Privado, marido de Anna Chamber; George, primeiro ministro de 1763 a 1765, e marido de Elizabeth Wyndham; James, Lorde do Tesouro, casado com Mary Smyth; Henry, político e diplomata, casado com Margaret Eleanor Banks, e Thomas, capitão da Marinha Real Britânica, que lutou na Guerra de Sucessão Austríaca.

## Biografia
Hester casou-se com William Pitt, no dia 16 de outubro de 1754, em Argyll Street, na cidade de Londres. Ela tinha 33 anos, e ele tinha 45, porém, o noiva não tinha se casado anteriormente. William era filho de Robert Pitt, membro do Parlamento, e de Harriet Villiers.
Em 4 de dezembro de 1761, foi criado para Hester o título suo jure de 1.º Baronesa Chatham de Chatham, em Kent.
O marido de Hester fazia parte do Partido Whig, sendo eleito para primeiro ministro no ano de 1766, cargo o qual ocupou até 1768. Em 4 de agosto de 1766, William teve a posição elevada à de conde.
O conde a condessa tiveram cinco filhos, três meninos e duas meninas.
Hester faleceu em 3 de abril de 1803, aos 82 anos de idade, quase 25 anos após a morte do marido, em 11 de maio de 1778. A baronesa foi enterrada na Abadia de Westminster.

## Legado

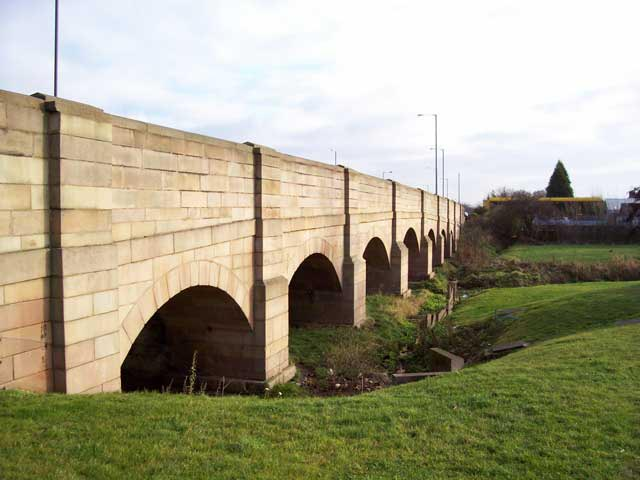
A ponte em Doncaster.

Há uma ponte de arenito que recebeu seu nome, Lady Pitt's Bridge, em homenagem à condessa; ela fica localizada perto de Bentley, um subúrbio de Doncaster, em South Yorkshire.
Cartas escritas por Hester ainda sobrevivem nos dias de hoje.

## Galeria

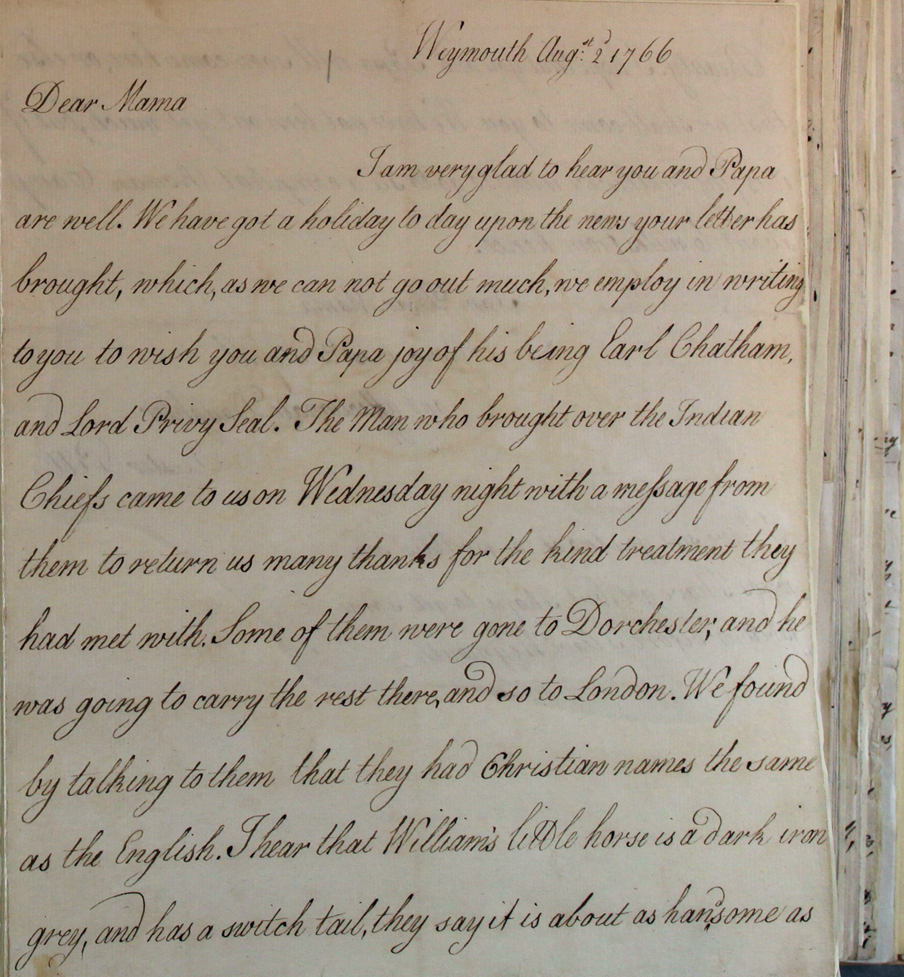
Carta escrita entre 1766 e 1770, presente nos Arquivos Nacionais do Reino Unido.
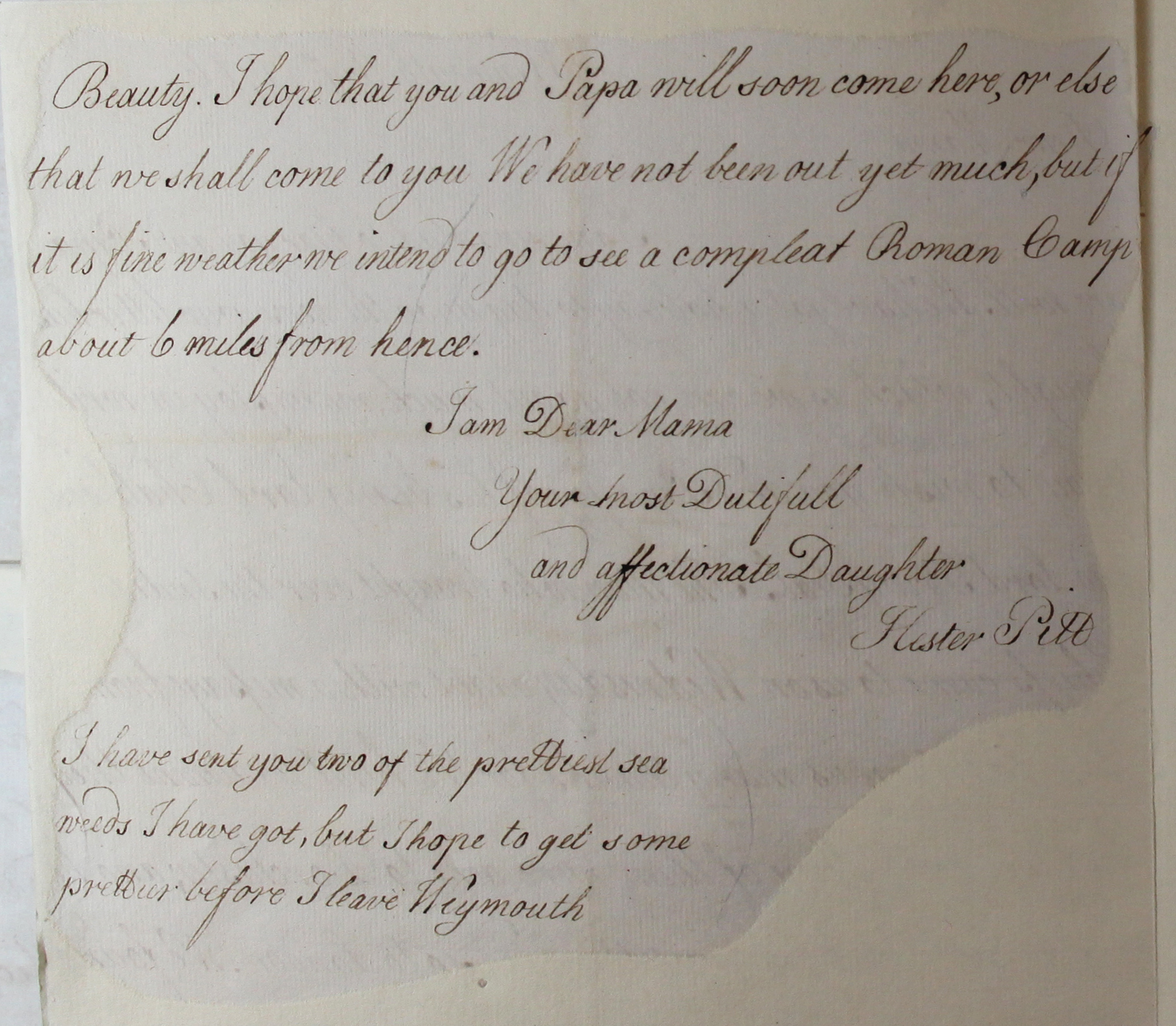
Carta escrita entre 1766 e 1770, presente nos Arquivos Nacionais do Reino Unido.
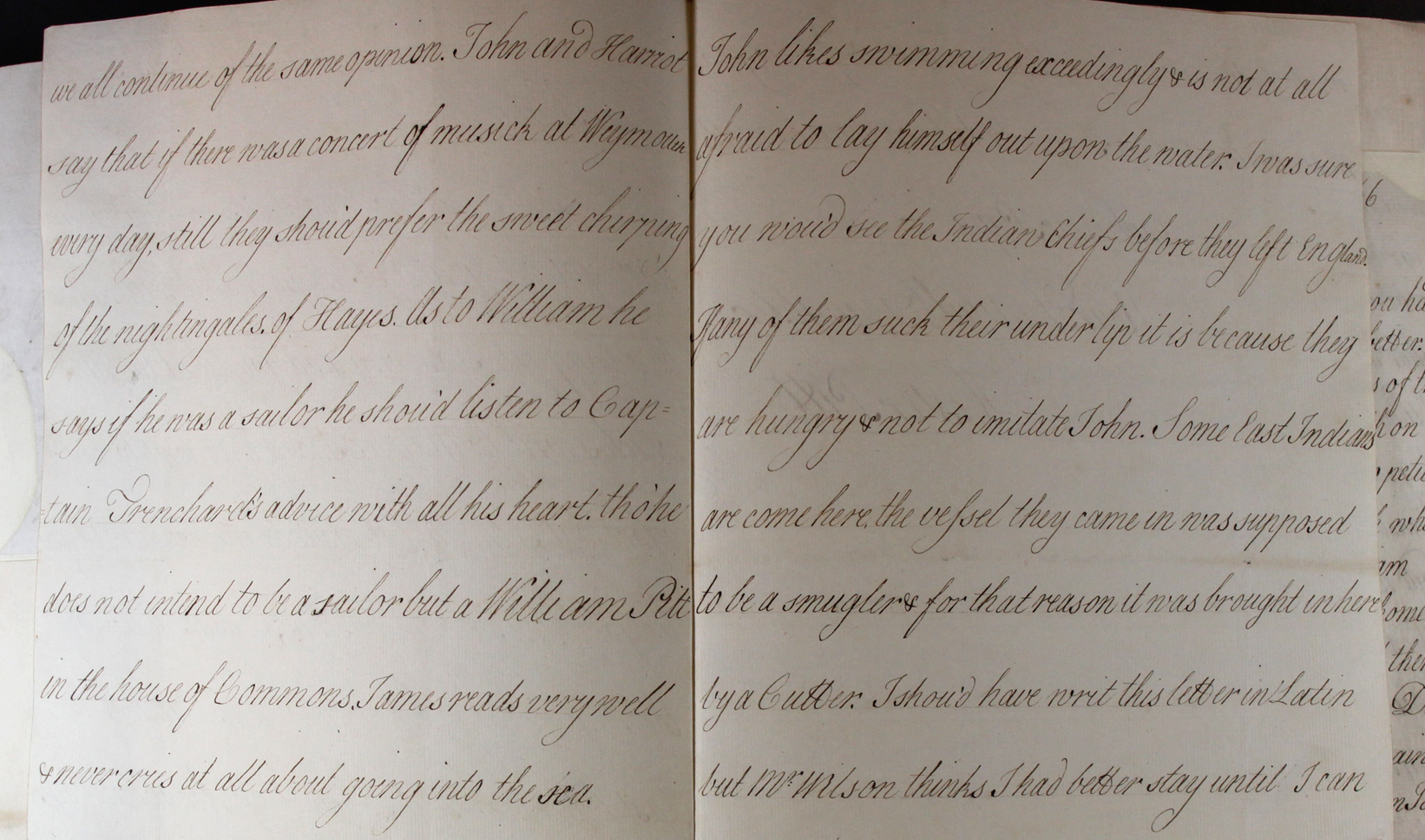
Carta escrita entre 1766 e 1770, presente nos Arquivos Nacionais do Reino Unido.
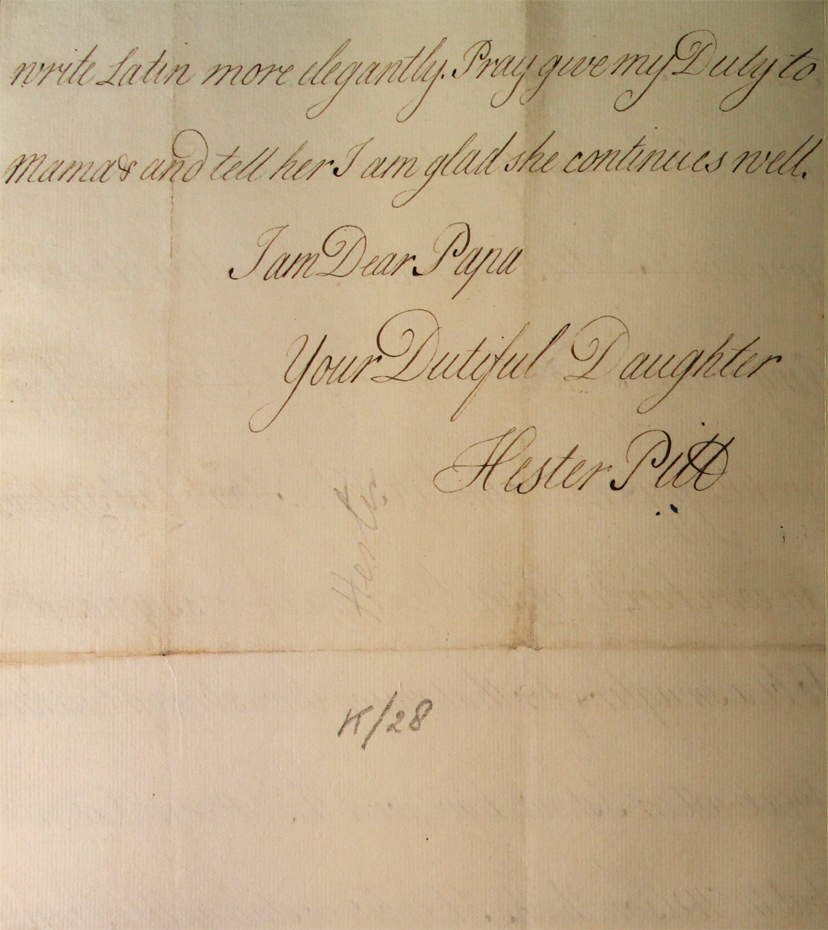
Carta escrita entre 1766 e 1770, presente nos Arquivos Nacionais do Reino Unido.

## Descendência
- Hester Pitt (19 de outubro de 1755 – 20 de julho de 1780), foi esposa de Charles Stanhope, Visconde Mahon (futuro conde Stanhope), com quem teve três filhas, entre elas Hester Stanhope;
- John Pitt, 2.º Conde de Chatham (9 de outubro de 1756 – 24 de setembro de 1835), sucessor do pai. Foi casado com Mary Elizabeth Townshend, mas não teve filhos;
- Harriet Pitt (18 de abril 1758 – 24 de setembro de 1786), foi esposa de Edward James Eliot, Remembrancer do Rei, com quem teve apenas uma filha, Hester Harriet;
- William Pitt, o Novo (28 de maio de 1759 – 23 de janeiro de 1806), primeiro ministro da Grã-Bretanha de 1783 a 1801, e, mais tarde, do Reino Unido, de 1804 a 1806. Não se casou e nem teve filhos;
- James Charles Pitt (1761 – 13 de novembro de 1780), oficial da marinha que morreu na ilha de Antígua. Não se casou e nem teve filhos.